# NHL v Česku
Několik zápasů základní části kanadsko-americké hokejové National Hockey League se odehrálo i v Česku v rámci NHL Premiere (2008–2010) nebo NHL Global Series (od roku 2019). Zatím všechna utkání se uskutečnila v pražské O2 areně.
| Poř. | Datum        | Zápas                                    | Výsledek | Diváci, Češi v utkání                                                                     |
| ---- | ------------ | ---------------------------------------- | -------- | ----------------------------------------------------------------------------------------- |
| 1.   | 4. 10. 2008  | Tampa Bay Lightning – New York Rangers   | 1:2      | 17 085 diváků, za TAM Václav Prospal a Radim Vrbata, za NYR Michal Rozsíval a Petr Průcha |
| 2.   | 5. 10. 2008  | New York Rangers – Tampa Bay Lightning   | 2:1      | 17 085 diváků, za NYR Michal Rozsíval a Petr Průcha, za TAM Václav Prospal a Radim Vrbata |
|      |              |                                          |          |                                                                                           |
| 3.   | 9. 10. 2010  | Boston Bruins – Phoenix Coyotes          | 2:5      | 15 299 diváků, za BOS David Krejčí (0+1), za PHO Radim Vrbata (2+1), Petr Průcha          |
| 4.   | 10. 10. 2010 | Phoenix Coyotes – Boston Bruins          | 0:3      | 12 990 diváků, za PHO Radim Vrbata, Petr Průcha, za BOS David Krejčí (0+2)                |
|      |              |                                          |          |                                                                                           |
| 5.   | 4. 10. 2019  | Philadelphia Flyers – Chicago Blackhawks | 4:3      | 17 463 diváků, za PHI Jakub Voráček, za CHI David Kämpf, Dominik Kubalík                  |
|      |              |                                          |          |                                                                                           |
| 6.   | 7. 10. 2022  | Nashville Predators – San Jose Sharks    | 4:1      | 16 648 diváků, za SJS Tomáš Hertl (1+0), Radim Šimek                                      |
| 7.   | 8. 10. 2022  | San Jose Sharks – Nashville Predators    | 2:3      | 17 023 diváků, za SJS Tomáš Hertl, Radim Šimek                                            |
|      |              |                                          |          |                                                                                           |
| 8.   | 4. 10. 2024  | Buffalo Sabres – New Jersey Devils       | 1:4      | 16 913 diváků, za NJD Ondřej Palát                                                        |
| 9.   | 5. 10. 2024  | New Jersey Devils – Buffalo Sabres       | 3:1      | 16 722 diváků, za BUF Jiří Kulich                                                         |

Utkání Boston Bruins – Nashville Predators, které se mělo uskutečnit na podzim 2020, bylo z důvodu celosvětově pandemie covidu-19 zrušeno. Vedení NHL však přislíbilo utkání stejných týmů v roce 2021. Původně se měla, od roku 2019 do roku 2023, v Praze uskutečnit další tři soutěžní a dvě exhibiční utkání.

## Historie
První zápasy mezi českými týmy a týmy NHL se uskutečnily v na přelomu let 1977/78. Do Severní Ameriky se vypravily týmy Poldi Kladno a Tesla Pardubice (spolu se sovětským týmem Spartak Moskva. České (československé) týmy odehrály tyto zápasy:
- 26. 12. 1977 Poldi Kladno – New York Rangers 4:4 (New York)
- 26. 12. 1977 Tesla Pardubice – Philadelphia Flyers 1:6 (Filadelfie, Pensylvánie)
- 31. 12. 1977 Poldi Kladno – Chicago Black Hawks 6:4 (Chicago, Illinois)
- 31. 12. 1977 Tesla Pardubice – Minnesota North Stars 4:2 (Bloomington, Minnesota)
- 2. 1. 1978 Poldi Kladno – Toronto Maple Leafs 8:5 (Toronto, Kanada)
- 2. 1. 1978 Tesla Pardubice – Detroit Red Wings 4:5 (Detroit, Michigan)
- 4. 1. 1978 Poldi Kladno – Cleveland Barons 3:4 (Richfield, Ohio)
- 4. 1. 1978 Tesla Pardubice – New York Islanders 3:8 (Uniondale, New York)

V roce 1989 odehrál tým Calgary Flames při svém evropském turné, zahrnující Československo a Sovětský svaz, v Praze dva zápasy s československým výběrem. Oba zápasy vyhrálo Československo (4:2, 4:1). Na vítěze Stanley Cupu přišlo do tehdejší Sportovní haly v Holešovicích 14 000 diváků na každý zápas.
V letech 2008, 2010, 2019 a 2022 se již v Praze uskutečnily úvodní zápasy NHL.
Kromě oficiálních utkání se v Česku odehrálo i několik přípravných zápasů:
- 5. 10. 2010 Boston Bruins – Bílí Tygři Liberec 7:1 (Liberec, liberecká hala)
- 29. 8. 2011 New York Rangers – HC Sparta 2:0 (Praha, holešovická hala)

## Trenéři
Prvním českým asistentem hlavního trenéra a druhým evropským trenérem v NHL (po Finovi Alpo Suhonenovi, asistentovi ve Winnipeg Jets) byl Slavomír Lener. Celkem Lener působil v NHL, jako asistent trenéra u hlavních týmů, 7 sezón – Calgary Flames (1992–1995) a Florida Panthers (1998–2002).
Prvním českým hlavním trenérem v NHL byl Ivan Hlinka, který se stal v únoru 2000 trenérem týmu Pittsburgh Penguins. Hlinka se stal (také po Alpo Suhonenovi, koučovi Chicago Blackhawks) druhým Evropanem v této pozici. Trenérem Penguins byl i v následující sezóně, v sezóně 2001/02 byl ale po čtyřech zápasech odvolán.

## Kapitáni
Roli kapitánů týmů NHL plnili až do roku 1998 pouze kanadští a američtí hráči. Prvním cizincem v historii, který plnil funkci kapitána v NHL byl Jaromír Jágr.
Češi na pozici kapitána:
- Jaromír Jágr, 1998, 3 sezóny – Pittsburgh Penguins, 2006, 2 sezóny – New York Rangers
- Patrik Eliáš, 2006, 1 sezóna – New Jersey Devils
- Bobby Holík, 2007, 1 sezóna – Atlanta Thrashers
- Milan Hejduk, 2011, 1 sezéna – Colorado Avalanche
- Radko Gudas, 2024, zatím 1 sezóna – Anaheim Ducks

Na bázi měsíční rotace vykonávali krátce funkci kapitána i Jaroslav Špaček v Buffalu a Filip Kuba v Minnesotě.

## Rozhodčí
16. listopadu 2017 se stal český čárový rozhodčí Libor Suchánek prvním arbitrem v NHL na plný úvazek, který nepochází ze Severní Ameriky. Před ním to dokázali (ovšem bez povýšení do plného úvazku) Jevgenij Romasko z Ruska a Marcus Vinnerborg ze Švédska. Svou premiéru v NHL si Suchánek odbyl v zápase New York Islanders – Carolina Hurricanes 6:4. V sezóně 2017/18 soudcoval celkem ve 37 zápasech, v sezóně 2018/19 v 75 zápasech a 4 zápasech play off a v sezóně 2019/20 (před přerušením) v 63 zápasech.